# Escherichia-Phage HK97
Escherichia-Phage HK97 (Akronym HK97; Spezies Byrnievirus HK97) ist ein Bakterianvirus (Bakteriophage). Seine Wirte sind entsprechend der Bezeichnung Bakterien der Gattung Escherichia (Escherichien), genauer von der Art der Colibakterien (Spezies E. coli) und Verwandte. Das Akronym HK steht für Hongkong, dem Ort, an dem dieses Virus erstmals isoliert wurde. Wie der Lambda-Phage und andere lamboide Phagen (Gattung Lambdavirus) besitzt HK97 ein doppelsträngiges DNA-Genom. Aufgrund größerer genetischer Unterschiede ordnet man die Spezies heute aber nicht mehr dieser Gattung zu, sondern der neuen Gattung Byrnievirus in der Unterfamilie Hendrixvirinae. Deren Mitglieder zeigen den Siphoviren-Morphotyp, was sie als Mitglieder der Klasse Caudoviricetes (Viren mit Kopf-Schwanz-Aufbau) ausweist. Dieses bakterielle Virus ist zu unterscheiden vom Riesenvirus Hokovirus (HKV oder HokV) und der humanpathogenen Gattung Tetraparvovirus, früher auch Hongkong-Virus oder Hokovirus genannt.

## Vermehrungszyklus
Die Virusteilchen (Virionen) von HK97 haben eine Kopf-Schwanz-Struktur: Der Kopf (das eigentliche Kapsid) beherbergt das genetische Material, hier Doppelstrang-DNA (dsDNA). Durch den Schwanz wird nach Andocken an die bakterielle Wirtszelle dieses in den Wirt injiziert. Im Einzelnen sind die Vorgänge wie folgt:
Das Kapsidprotein gp5 von HK97 vernetzt sich bei der Reifung zu einer verketteten kettenhemdartigen Struktur.
Der Bakteriophage durchläuft bei der DNA-Verpackung in das Kapsid einen Reifungsprozess, bei dem er sich um fast 5 nm ausdehnt und seine Geometrie von sphärisch symmetrisch zu ikosaedrisch symmetrisch wechselt.
Der Zusammenbau (Assemblierung) der Virusteilchen (Virionen) beginnt mit der Selbstorganisation des Kapsidproteins gp5 zu Pentameren und Hexameren.
Die Protease gp4 spaltet gp5 an ihrem Amino-Terminus.
Die anschließende Anlagerung eines so genannten Portalproteins (englisch portal protein, hier mit Bezeichnung gp3) bewirkt Konformationsänderungen, die zur Bildung einer Prohead- oder Procapsid-Struktur – dem noch nicht mit genetischem Material gefüllte Kapsidkopf – führen.
Weitere Konformationsänderungen und die Vernetzung von gp5-Monomeren bewirken eine weitere Kapsidreifung und führen zur Bildung eines fertigen Phagenkopfes.
Im Gegensatz zu den meisten anderen Viren mit Kopf-Schwanz-Struktur (Ordnung Caudovirales) ist für die Kapsid-Assemblierung kein Gerüstprotein (englisch scaffolding protein) erforderlich (ein solches würde das Procapsid wie ein Gerüst stützen und wird nach dem Verpacken meist abgebaut).

## SIE
Superinfection exclusion (SIE) ist ein Phänomen, bei dem eine bereits bestehende Virusinfektion (Erstinfektion) in einer Konkurrenzsituation eine Sekundärinfektion mit demselben oder einem eng verwandten Virus verhindert. Dieser Effekt ist also ein Phänotyp des betreffenden Virus, allerdings in vielen Fällen noch schlecht verstanden. SIE kann  eine Art antiviralen Zustand der infizierten Zelle widerspiegeln.
Es gibt eine Reihe von Phagen (d. h. bakteriellen Viren), die Proteine kodieren, um SIE zu erreichen.
Diese viralen Proteine können die DNA-Freisetzung in das Wirtszytoplasma stören oder den Eintrittsrezeptor modifizieren. Sie können auch als Inhibitoren von viralem Peptidoglycan-Abbauenzymen  – mit denen Phagen die Wand der Bakterienzelle durchlöchern – wirken, und so den Eintritt von weiteren, neu ankommenden Phagen verhindern. Zu diese Gruppe von Phagen gehört auch HK97 mit seinem SIE-Protein gp15.

## Systematik
Die Gruppe der HK97-ähnlichen Phagen wurde früher aufgrund morphologischer Ähnlichkeiten der Gattung der lambdoiden Phagen (Lambdalikevirus, heute Lambdavirus) zugeschlagen. Aufgrund genetischer Analysen hatte das ICTV inzwischen für diese Gruppe in den Rang einer eigenständigen Gattung (Hendrixvirus, syn. Hk97virus), die später zur Unterfamilie Hendrixvirinae hochgestuft wurde. Dieser Name ehrt den Virologen Roger W. Hendrix, der sich besonders um die Erforschung dieser Phagen verdient gemacht hat.
Unterfamilie Hendrixvirinae (früher HK97-ähnliche Viren, englisch HK97-like group)
- Gattung: Byrnievirus
  - Spezies Byrnievirus HK97 (früher Escherichia virus HK97) mit Escherichia phage HK97
- Gattung: Cuauhtlivirus
  - Spezies Cuauhtlivirus mEpX1 mit Escherichia phage mEpX1
- Gattung: Kwaitsingvirus
  - Spezies Kwaitsingvirus HK446 mit Escherichia phage HK446
  - Spezies Kwaitsingvirus HK544 mit Escherichia phage HK544
- Gattung: Nochtlivirus
  - Spezies Nochtlivirus mEp235 mit Enterobacteria phage mEp235
- Gattung: Saikungvirus
  - Spezies Saikungvirus HK75 mit Escherichia phage HK75
  - Spezies Saikungvirus HK633 mit Escherichia phage HK633
- Gattung: Shamshuipovirus
  - Spezies Shamshuipovirus HK022 mit Escherichia phage HK022
  - Spezies Shamshuipovirus mEpX2 mit Escherichia phage mEpX2
- Gattung: Wanchaivirus
  - Spezies Wanchaivirus HK106 mit Escherichia phage HK106
  - Spezies Wanchaivirus mEp234 mit Escherichia phage mEp234
- Gattung: Wongtaivirus
  - Spezies Wongtaivirus ECP1 mit Escherichia phage ECP1
  - Spezies Wongtaivirus HK542 mit Escherichia phage HK542
- Gattung: Yautsimvirus
  - Spezies Yautsimvirus HK140 mit Enterobacteria phage HK140
- nicht-klassifizierte Mitglieder der Hendrixvirinae (Vorschläge gem. NCBI-Taxonomie)
  - Spezies „Aeromonas phage AsXd-1“
  - Spezies „Cronobacter phage ENT39118“
  - Spezies „Enterobacter phage LAU1“
  - Spezies „Enterobacteria phage mEp390“
  - Spezies „Escherichia phage Fraca“
  - Spezies „Morganella phage IME1369_02“
  - Spezies „Proteus phage vB_PvuS_Pm34“
  - Spezies „Providencia phage PSTRCR_117lys“
  - Spezies „Serratia phage vB_SspS_OS31“
  - Spezies „Vibrio phage vB_PvuS_Pm34“